# Louis François-Auguste de Rohan Chabot
Louis-François-Auguste de Rohan-Chabot ( Paris 29 de fevereiro de 1788 - Cheecey 8 de fevereiro de 1833 ) foi um clérigo francês, arcebispo de Besançon e cardeal 

## vida
Ele veio da família nobre bretã de Rohan e era o mais velho dos sete filhos do duque Alexandre Louis Auguste de Rohan-Chabot e sua esposa Anne Elisabeth de Montmorency.  Durante a Revolução Francesa, ele seguiu seu pai na emigração, de onde a família retornou a Paris em 1800. Quando seu avô, o duque de Rohan, morreu em 1807, o título passou para seu pai e ele próprio se tornou príncipe de Léon. Casou-se com Marie Georgine Armandine de Sérent, de 17 anos, em 2 de maio de 1808. Em 1809 tornou-se camareiro do imperador da França Napoleão I Bonaparte, cargo que ocupou até a queda de Napoleão em 1814.  Sua esposa morreu de queimaduras em 10 de janeiro de 1815, depois que a bainha de seu vestido pegou fogo.  Após a morte de seu pai em 1816, ele próprio se tornou duque de Rohan. 
Louis-François-Auguste de Rohan-Chabot entrou no seminário de Saint-Sulpice em Paris em 1819. Em 1º de junho de 1822, recebeu o Sacramento da Ordem. Depois do trabalho pastoral em La Roche-Guyon, tornou-se Vigário Geral da Arquidiocese de Paris. Em 23 de junho de 1828 foi nomeado arcebispo de Auch. A consagração episcopal doou-o em 18 de janeiro de 1829 na Catedral de Notre Dame de Paris, o Arcebispo de Paris Hyacinthe-Louis de Quélen; Co-consagradores foram Louis-Augustine de Montblanc (1767-1841), Arcebispo de Tours, e Guillaume-Aubin de Villèle (1770–1841), Arcebispo de Bourges. Em 15 de dezembro de 1828 foi transferido para o Arcebispado de Besançon. 
O Papa Pio VIII fez dele um cardeal sacerdote no consistório de 5 de julho de 1830. A queda da monarquia Bourbon após a Revolução de Julho de 1830 obrigou-o a retirar-se primeiro para a Bélgica e depois para a Suíça. Ele participou do conclave de 1830-1831 realizado pelo Papa Gregório XVI. escolheu. Em 28 de fevereiro de 1831, o Papa concedeu-lhe o chapéu cardinalício e a igreja titular da Santissima Trinità al Monte Pincio .
Em 1832 voltou à sua diocese . Em 8 de fevereiro de 1833, ele morreu de febre tifóide em Cheecey, 15 km ao sul de Besançon. Foi sepultado na Catedral de Besançon . 

## Link
- Louis-François-Auguste de Rohan Chabot
- catholic-hierarchy.org